# Sechellophryne pipilodryas
A Sechellophryne pipilodryas a kétéltűek (Amphibia) osztályának békák (Anura) rendjébe és a Seychelle-szigeteki békafélék (Sooglossidae) családjába tartozó faj. A család legkésőbb felfedezett faja.

## Előfordulása
Az Indiai-óceánban fekvő Seychelle-szigetek endemikus faja. A szigetcsoport Silhouette szigetén 125–600 m-es tengerszint feletti magasságban elterülő, pálmákban gazdag esőerdőkben honos. A faj szoros élőhelyi kapcsolatban áll az endemikus Phoenicophorium borsigianum pálmafajjal; az egyedek többségét a pálmák levélhónaljában figyelték meg.

## Természetvédelmi helyzete
A vörös lista a súlyosan veszélyeztetett fajok között tartja nyilván. A faj megtalálható a Silhouette Nemzeti Park területén. 